# Cynortopyga h-album
Cynortopyga h-album is een hooiwagen uit de familie Cosmetidae.